# Cecilio Valverde Mazuelas
Cecilio Valverde Mazuelas (Còrdova, Andalusia 1927 - íd. 2001) fou un polític i advocat espanyol que fou President del Senat entre 1979 i 1982 sota el govern de la UCD.

## Biografia
Va néixer el 27 de juny de 1927 a la ciutat de Còrdova. Va estudiar dret a la Universitat de Madrid, on es va llicenciar el 1948. Posteriorment treballà d'advocat en diferents bufets a Còrdova, Sevilla, Granada i Madrid.
Morí l'11 de juny de 2001 a la seva residència de Còrdova.

## Activitat política
L'any 1976 participà en la fundació del Partit Socialista Liberal Andalús (PSLA), que posteriorment s'integrà dins la Unió de Centre Democràtic (UCD).
En les eleccions generals de 1977 fou escollit senador al Senat en representació de la província de Còrdova, sent membre de diverses comissions. Després de ser reescollit senador en les eleccions generals de 1979 fou nomenat el març d'aquell any President del Senat, càrrec que ocupà fins al final de la I Legislatura, moment en el qual abandonà la política activa.